# Cave ai Fantiscritti

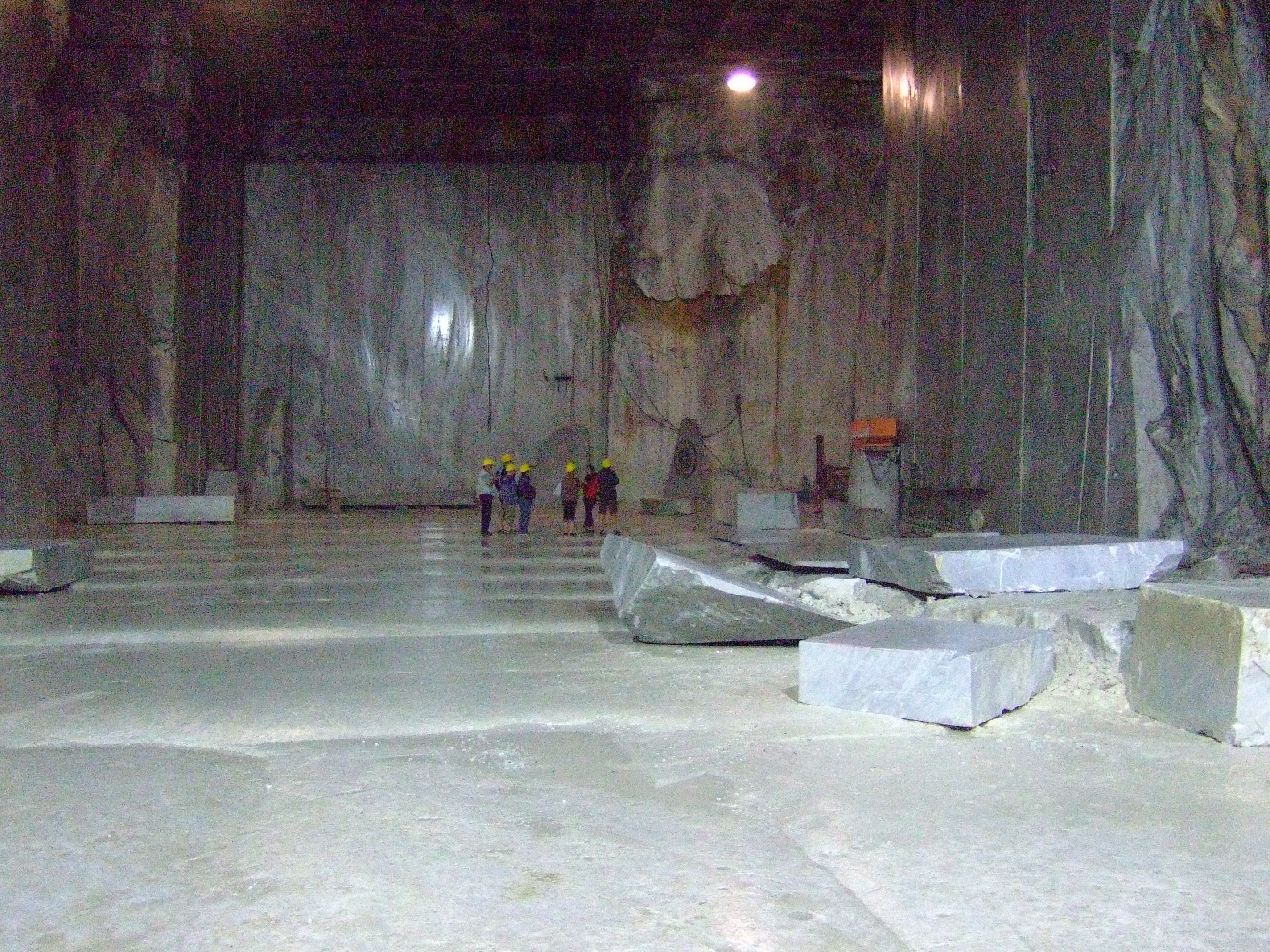
Una veduta delle cave

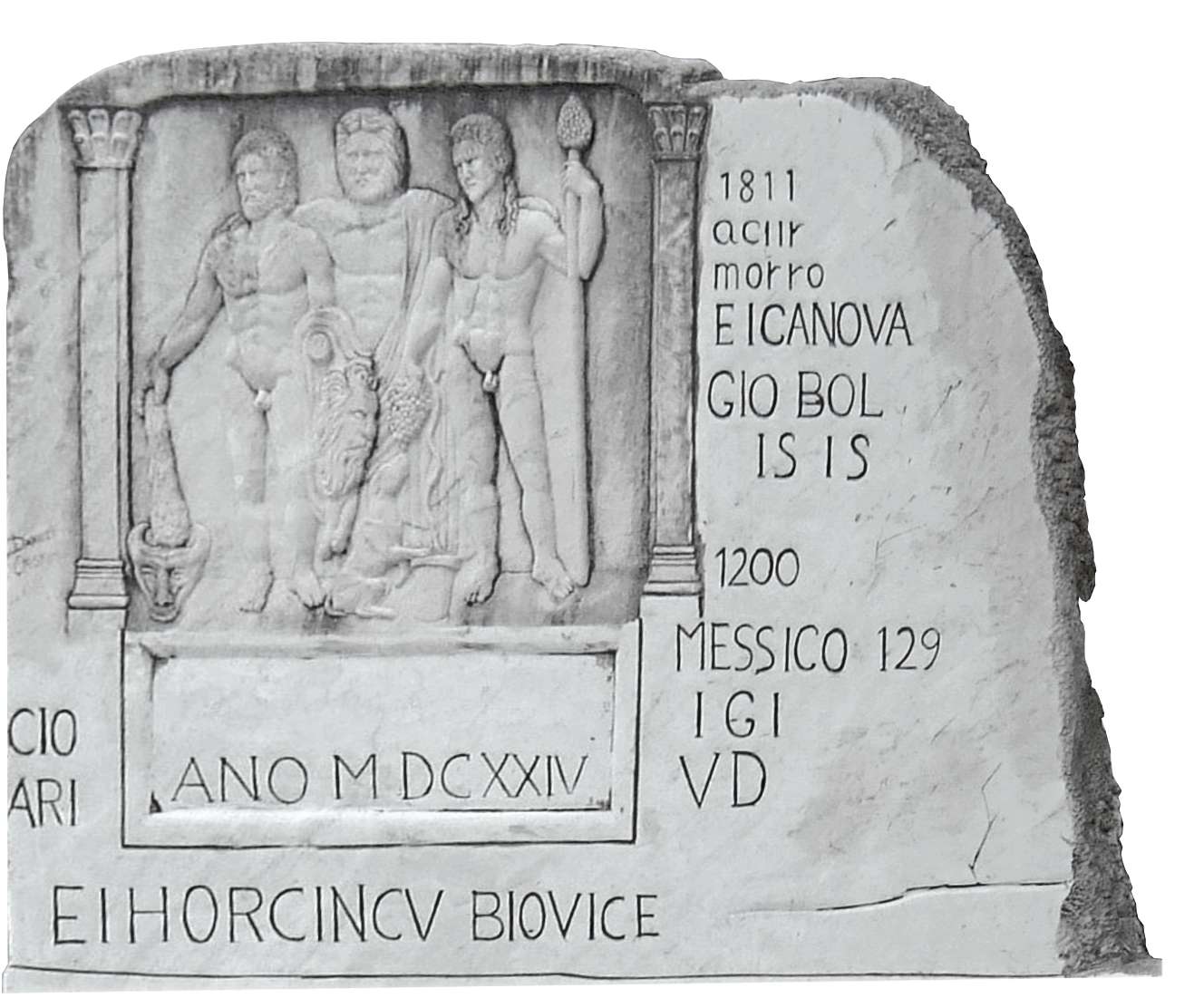
Calco dell'edicola dei Fantiscritti

Le cave dei Fantiscritti, o a' Fantiscritti sono delle cave di marmo bianco situate nel comune di Carrara.
Il nome delle cave è dovuto ad un bassorilievo di epoca romana (III d.C.), scolpito su una parete di roccia e raffigurante tre divinità ("fanti") con sotto di esse una dedica in latino ("scritti").  Tale rilievo si trova del 1863 nel cortile dell'Accademia di belle arti, e oggi ne esiste una replica in situ.
Da diversi anni, a causa dell'elevato impatto paesaggistico ed ambientale in un territorio ricco di biodiversità e geodiversità come quello delle Alpi Apuane, la filiera del marmo è oggetto di un'aspra battaglia ambientalista per la chiusura delle cave.

## Infrastrutture
Era presente una stazione ferroviaria costruita per la linea della ferrovia Marmifera Privata di Carrara. Dismessa dal 1964, è stata riutilizzata per il "Museo delle Cave" ed è spesso palcoscenico e scenario per l'esibizione di artisti.
Vi è anche un carroponte storico presente dall'Ottocento, usato per caricare il marmo prima sui convogli della Marmifera, poi sui camion che trasportano il marmo fino a Marina di Carrara.